# U-1102
| U-1102                                                                                   | U-1102 | U-1102 |
| ---------------------------------------------------------------------------------------- | --- | --- |
| U 1102                                                                                   | | |
|                                                                                          | | |
| Зображення підводного човна підтипу VIIC                                                 | | |
| Верф                                                                                     | Nordseewerke, Емден                                                                                                | Nordseewerke, Емден                                                                                                |
| Під прапором                                                                             | Третій Рейх | Третій Рейх |
| Належність                                                                               | Крігсмаріне | Крігсмаріне |
| Порт приписки                                                                            | Данциг, Піллау | Данциг, Піллау |
| Замовлення                                                                               | 5 червня 1941 | 5 червня 1941 |
| Закладений                                                                               | 16 квітня 1943 | 16 квітня 1943 |
| Спуск на воду                                                                            | 15 січня 1944 | 15 січня 1944 |
| Введений до складу флоту                                                                 | 22 лютого 1944 | 22 лютого 1944 |
| На службі                                                                                | 1944—1945 | 1944—1945 |
| Сучасний статус                                                                          | 21 грудня 1945 року затоплений у ході операції «Дедлайт»                                                           | 21 грудня 1945 року затоплений у ході операції «Дедлайт»                                                           |
| Бойовий досвід                                                                           | Друга світова війна                                                                                                | Друга світова війна                                                                                                |
| Проєкт                                                                                   | | |
| Тип ПЧ                                                                                   | середній торпедний ДПЧ                                                                                             | середній торпедний ДПЧ                                                                                             |
| Вартість                                                                                 | 4 714 000 ℛℳ | 4 714 000 ℛℳ |
| Основні характеристики                                                                   | | |
| Швидкість (надводна)                                                                     | 17,9 вузла | 17,9 вузла |
| Швидкість (підводна)                                                                     | 8 вузлів | 8 вузлів |
| Робоча глибина занурення                                                                 | 100 м | 100 м |
| Гранична глибина занурення                                                               | 220 м | 220 м |
| Автономність плавання                                                                    | 135—174 км на швидкості 4 вузли (в підводному положенні) 11 470 км на швидкості 10 вузлів (у надводному положенні) | 135—174 км на швидкості 4 вузли (в підводному положенні) 11 470 км на швидкості 10 вузлів (у надводному положенні) |
| Екіпаж                                                                                   | 44—60 осіб | 44—60 осіб |
| Розміри                                                                                  | | |
| Довжина найбільша (по КВЛ)                                                               | 67,1 м | 67,1 м |
| Ширина корпусу найб.                                                                     | 6,2 м | 6,2 м |
| Висота                                                                                   | 9,6 м | 9,6 м |
| Середня осадка (по КВЛ)                                                                  | 4,74 м | 4,74 м |
| Водотоннажність надводна                                                                 | 769 т | 769 т |
| Силова установка                                                                         | | |
| дизель-електрична; 2 дизельних двигуни MAN M 6 V 40/46, 2 електродвигуни BBC GG UB 720/8 | | |
| Гвинти                                                                                   | 2 | 2 |
| Потужність                                                                               | 2 × 2100—2310 к.с. (дизелі) 2 × 750 к.с. (електродвигуни)                                                          | 2 × 2100—2310 к.с. (дизелі) 2 × 750 к.с. (електродвигуни)                                                          |
| Озброєння                                                                                | | |
| Артилерія                                                                                | 1 × 88-мм палубна гармата SK C/35                                                                                  | 1 × 88-мм палубна гармата SK C/35                                                                                  |
| Торпедно- мінне озброєння                                                                | 4 носових і один кормовий ТА 14 торпед або 26 мін TMA                                                              | 4 носових і один кормовий ТА 14 торпед або 26 мін TMA                                                              |
| ППО                                                                                      | 1 × 37-мм зенітна гармата Flak M42 2 × 20-мм зенітні гармати FlaK 30                                               | 1 × 37-мм зенітна гармата Flak M42 2 × 20-мм зенітні гармати FlaK 30                                               |

U-1102 — німецький середній підводний човен типу VIIC, що входив до складу Військово-морських сил Третього Рейху за часів Другої світової війни. Закладений 16 квітня 1943 року на верфі компанії Nordseewerke в Емдені, спущений на воду 15 січня 1944 року. 22 лютого 1944 року корабель увійшов до складу 8-ї навчальної флотилії ПЧ ВМС нацистської Німеччини.

## Історія
U-1102 належав до німецьких підводних човнів типу VIIC, найчисельнішого типу субмарин Третього Рейху, яких випущено 703 одиниці. Службу розпочав у складі 8-ї флотилії підводних човнів, з 15 серпня 1944 року переведений до флотилії-школи підготовки екіпажів субмарин. У бойові походи не виходив, жодного корабля або судна не потопив та не пошкодив.
24 березня 1944 року U-1102 затонув на базі підводних човнів у Піллау внаслідок нещасного випадку. 2 члени екіпажу загинули, кількість тих, що вижили, невідома.
12 травня 1944 року піднятий і виведений з експлуатації, відремонтований у Данцигу і 15 серпня 1944 року повернутий до експлуатації.
13 травня 1945 року човен капітулював союзникам у затоці Гохвахт, Німеччина. 23 червня 1945 року переведений у Вільгельмсгафен через Кіль, а потім у Лох-Раян, Шотландія.
21 грудня 1945 року за планом операції «Дедлайт» трофейний німецький човен був відбуксований у відкрите море ескортним міноносцем «Зетланд», де потоплений артилерійським вогнем кораблів британського флоту «Онслот», «Зетланд» і польського «Піорун».

## Командири
- Оберлейтенант-цур-зее резерву Бернгард Швартінг (22 лютого — 12 травня 1944)
- Оберлейтенант-цур-зее резерву Ервін Зелль (15 серпня 1944 — 13 травня 1945)